# Tufão Maysak (2020)
O tufão Maysak, conhecido nas Filipinas como tufão Julian, foi um ciclone tropical mortal, prejudicial e poderoso que atingiu as Ilhas Ryūkyū e a península coreana em setembro de 2020. O terceiro tufão da temporada de tufões do Pacífico de 2020, Maysak se formou a partir de um distúrbio tropical. O distúrbio gradualmente se organizou, recebendo o nome de Julian da PAGASA, pois se tornou uma depressão tropical. À medida que a depressão se fortaleceu, a JMA posteriormente nomeou o sistema Maysak. A tempestade Maysak rapidamente se intensificou em um forte tufão antes de enfraquecer e atingir a Coreia do Sul.
Maysak foi o segundo de três tufões a afetar a península Coreana em duas semanas, sendo os outros Bavi e Haishen. Também foi responsável pela perda de um navio transportador de gado Gulf Livestock 1, que afundou a 100 nmi (190 km; 120 mi) a oeste de Amami Ōshima, no Japão, em 2 de setembro de 2020, levando 41 dos 43 tripulantes a bordo.

## História meteorológica
Após os impactos do Tufão Bavi na península coreana em agosto de 2020, a Administração Meteorológica da Coreia (KMA) começou a antecipar o desenvolvimento de um novo ciclone tropical com potencial para ser mais forte e mais prejudicial para a região do que Bavi. A KMA avaliou uma alta probabilidade de desenvolvimento da tempestade, mas observou que seus impactos futuros eram incertos; o Joint Typhoon Warning Center (JTWC) também determinou que havia uma alta probabilidade de desenvolvimento de um "ciclone tropical significativo". A perturbação precursora de Maysak foi uma área de baixa pressão sobre o oeste do Pacífico a leste das Filipinas. Às 06:00 UTC em 27 de agosto, a Agência Meteorológica do Japão determinou que uma depressão tropical quase estacionária havia se formado perto de 15°N, 132°E. O JTWC emitiu um Alerta de Formação de Ciclone Tropical para o sistema na mesma época. O sistema recém-formado estava localizado em um ambiente propício ao desenvolvimento de tempestades, incluindo temperaturas quentes da temperatura da superfície do mar e baixo cisalhamento vertical do vento. Aglomerados de convecção atmosférica surgiram ao redor do centro da tempestade, compreendendo bandas de chuva formativas envolvendo a circulação em desenvolvimento. No início de 28 de agosto, a Administração de Serviços Atmosféricos, Geofísicos e Astronômicos das Filipinas (PAGASA) avaliou o sistema como uma depressão tropical com o nome local Julian. Às 06:00 UTC, a JMA avaliou que a depressão tropical se fortaleceu em uma tempestade tropical, atribuindo-lhe o nome de Maysak. A essa altura, a vazão havia se estabelecido e a curvatura das bandas de chuva do Maysak tornou-se aparente nas imagens de satélite. Os topos das nuvens da tempestade esfriaram substancialmente, indicando uma maior consolidação de sua circulação. Maysak tornou-se uma tempestade tropical severa doze horas depois. Maysak tornou-se um tufão às 12:00 UTC de 29 de agosto de acordo com a JMA depois de desenvolver um olho. A tempestade também começou a se mover para o norte em resposta a uma crista subtropical próxima de alta pressão. Em 30 de agosto de acordo com o JTWC, a estrutura de Maysak tornou-se indicativa de uma fase iminente de rápida intensificação. O tufão desenvolveu um nublado denso central naquele dia com um olho embutido. Uma cavado se aproximando sobre o leste da China e o oeste do Japão fez com que Maysak acelerasse em direção ao norte, enquanto continuava a atravessar águas oceânicas energéticas. O olho do tufão tornou-se simétrico e mediu 55 km (34 mi) transversalmente. Às 21:00 UTC, o olho havia se contraído para um diâmetro de 19 km (12 mi). Naquela época, o JTWC avaliou o tufão como tendo ventos sustentados de um minuto de 215 km/h (134 mph). Às 00:00 UTC em 1 de setembro, a JMA determinou que Maysak tinha ventos sustentados máximos de dez minutos de 110 km/h (68 mph) com rajadas de até 250 km/h (160 mph). A pressão barométrica associada foi estimada em 935 hPa (mbar; 27,61 inHg). Maysak manteve essa intensidade quando começou a se mover para um ambiente menos propício para o desenvolvimento de tempestades no Mar da China Oriental. Logo, Maysak começou a enfraquecer de forma constante ao passar pelo Mar da China Oriental, diminuindo a velocidade de volta para uma tempestade de categoria 3. A tempestade então atingiu a terra perto de Busan, Coreia do Sul às 02:20 KST em 3 de setembro (17:20 UTC em 2 de setembro), com ventos máximos sustentados de 10 minutos em 155 km/h (96 mph) e a pressão central a 950 hPa equivalente a um tufão de categoria 2. Depois disso, atravessou o Mar do Japão e atingiu a Coreia do Norte em Jilin, Manchúria na China. Logo depois, o tufão Maysak fez a transição para uma baixa extratropical no nordeste da China.

## Preparativos e impacto
A tempestade afetou as partes orientais da Coreia do Sul, Coreia do Norte, China e Rússia, juntamente com as Ilhas Ryūkyū, causando pelo menos 32 mortes e danos a mais de 9.200 casas. Prevê-se que o total de perdas econômicas combinadas ultrapasse US$ 100 milhão.

### Japão
A JMA instou os moradores de Okinawa a evacuarem em antecipação a um possível "grande desastre" de Maysak; 560 pessoas finalmente evacuadas. A agência também alertou para a possibilidade de tornados na região. Escolas, lojas e escritórios públicos em toda a prefeitura fecharam. Até 266 voos com ligação a Okinawa foram cancelados, afetando cerca de 9.200 viajantes. O Aeroporto de Naha fechou seu terminal de passageiros antes de Maysak. O cancelamento de voos em Okinawa também levou ao cancelamento de 10 por cento das partidas do Aeroporto de Haneda. A Base Aérea de Kadena foi colocada em Condições de Prontidão de Ciclone Tropical Nível 1 (TCCOR 1), denotando o início de ventos destrutivos. Okinawa foi atingida por rajadas de vento geralmente variando entre 100 e 130 km/h (60–80 mph). Uma rajada de pico de 163 km/h (101 mph) foi medido em Nanjo. As rajadas de vento atingiram 195 km/h (121 mph) no aeroporto de Kumejima. Quedas de energia afetaram 1.580 clientes de eletricidade em Nago, Naha e Nakijin. Danos agrícolas em toda a prefeitura foram de JP¥ 236,4 milhões (US$ 2,23 milhão).
Autoridades em Kyushu alertaram sobre ventos fortes e deslizamentos de terra. Maysak causou ventos fortes e chuvas torrenciais nas Ilhas Ryukyu do Japão enquanto passava, também causando algumas quedas de energia. Os danos agrícolas na província de Saga foram calculados em JP¥609 milhões (US$ 5,74 milhão).

#### Naufrágio deGulf Livestock 1
Em 2 de setembro de 2020, o cargueiro de bandeira panamenha Gulf Livestock 1 com 43 tripulantes, incluindo 39 marinheiros das Filipinas, dois da Nova Zelândia e dois da Austrália, e milhares de gado a bordo foi dado como desaparecido no Mar da China Oriental. A Guarda Costeira do Japão disse que encontrou uma pessoa à deriva em águas agitadas em um colete salva-vidas. Um sinal de socorro foi enviado do navio pouco antes de desaparecer. O corpo de uma pessoa foi encontrado dois dias depois. Em outubro, os 41 marinheiros restantes foram declarados mortos.

### Coreia do Sul
Na Coreia do Sul, 2.200 pessoas foram evacuadas para abrigos em preparação para Maysak. Duas mortes foram registradas, mais de 120.000 clientes ficaram sem energia na Coreia do Sul e mais de 5.100 hectares de terras agrícolas foram danificados, bem como mais de 800 estruturas. O Ministério do Interior e Segurança da Coreia do Sul citou danos notáveis em quase 2.000 edifícios.

### Coreia do Norte
Maysak trouxe chuvas fortes para o leste da Coreia do Norte atingindo um pico de 385,000 mm (15,157 in) em Wonsan. Fotos mostraram ruas e prédios sendo inundados na área. A rede de televisão estatal da Coreia do Norte mais uma vez transmitiu relatórios de tempestades ao vivo durante a noite da Administração Hidrometeorológica do Estado e de fora, como fizeram com o tufão Bavi apenas uma semana antes de Maysak.

### China
Os remanescentes extratropicais de Maysak se mudaram para Jilin, trazendo fortes chuvas para a província. O prejuízo foi de CN¥ 6,18 milhões (US$ 903 mil).

### Rússia
Maysak atingiu o Primorsky Krai como um ciclone extratropical, que matou três pessoas e levou a ₽ 200 milhões (US$ 2,66 milhões) em perdas.